# Can Verdaguer (Carrer d'Avall)
Can Verdaguer és un edifici al municipi d'Anglès inclòs a l'Inventari del Patrimoni Arquitectònic de Catalunya. És un immoble de tres plantes i golfes, entre mitgeres, cobert amb una teulada a dues aigües de vessants a façana i cornisa catalana. Està ubicat al costat dret del carrer d'Avall. Respon a la tipologia de casa medieval transformada. Així ho acredita tant la reformulació de la façana buscant l'entrada de més llum, com l'obertura o transformació de finestres preexistents en balcons o la disposició d'un badiu en el tercer pis. La planta baixa destaca pel portal adovellat d'arc de mig punt amb unes dovelles de grandària important i ben escairades. Pel que fa al primer i segon pis, aquests dos han estat resolts basant-se en la reproducció del mateix plantejament, és a dir: dues grans obertures rectangulars per pis, amb llinda monolítica conformant un arc pla i muntants de pedra. Les quatre finestres són projectades com a balconades amb les seves respectives baranes de ferro forjat. L'únic aspecte en què es diferencien és en la mida, ja que les del primer pis són sensiblement majors. El tercer pis actua com a golfes i està projectat en la façana amb un badiu constituït per quatre arcades de mig punt, una de les quals està tapiada.